# Non liquet
En Derecho se utiliza la expresión non liquet (literalmente, «no está claro» en latín) cuando un órgano jurisdiccional no puede responder a la cuestión controvertida por no encontrar solución para el caso, o bien por no haber norma directamente aplicable.
La fórmula era empleada, con estos fines, en el Derecho romano, permitiéndose que una cuestión permaneciese imprejuzgada de manera indefinida.
Sin embargo, en la mayoría de los ordenamientos jurídicos actuales se prohíbe que el juez se niegue a dar solución al caso que se le plantea. Se parte del dogma de que el ordenamiento jurídico es pleno, por lo que, utilizando las herramientas interpretativas adecuadas, el juzgador siempre puede encontrar una solución. Tal idea de plenitud del ordenamiento tiene su raíz en el movimiento codificador, ya que el Código era entendido entonces como una ley omnicomprensiva, que podía dar respuesta a todos los posibles conflictos que se suscitaran en torno a la materia regulada por tal ley. 
A pesar de que la idea de que la ley puede responder a todos los posibles casos ha sido duramente criticada, el principio de prohibición del «non liquet» sigue vigente en la mayoría de países. Así ocurre, por ejemplo, en el caso español, ya que el Código Civil, en su artículo 1.7, prescribe que 

Los Jueces y Tribunales tienen el deber inexcusable de resolver en todo caso los asuntos de que conozcan, ateniéndose al sistema de fuentes establecido.

Por lo tanto, los jueces y tribunales españoles tienen el deber inexcusable de resolver en todo caso los asuntos de que conozcan. No se infringirá esta norma en aquellos casos en los que, por otras normas imperativas, no sea posible obtener una resolución sobre el fondo del litigio: p.ej., en los casos de prescripción.
No obstante, a pesar de sus críticas, algunos sectores doctrinales atribuyen a este principio una gran importancia en relación con la salvaguarda del derecho fundamental a la tutela judicial efectiva, reconocido igualmente en el ordenamiento jurídico español, incluso a nivel constitucional (art. 24 CE).
Otro tanto ocurre con el artículo 15 del Código Civil Argentino: "Los jueces no pueden dejar de juzgar bajo pretexto de silencio, oscuridad o insuficiencia de las leyes", cuya nota remite al Código Francés, art. 4.
En la actualidad, la expresión non liquet ha ido evolucionando hasta convertirse en la facultad de un órgano jurisdiccional para pronunciarse sobre las cuestiones controvertidas de un procedimiento judicial sin la necesidad de verse limitado por jurisprudencia alguna. De este modo, no encontrando claridad sobre un determinado conflicto jurídico y exigido por su deber de dictar una sentencia motivada, exhaustiva y congruente el juzgador encuentra en el principio non liquet una fórmula para pronunciarse.